# Кальян (Жер)
Калья́н (фр. Callian) — коммуна во Франции, находится в регионе Юг — Пиренеи. Департамент — Жер. Входит в состав кантона Вик-Фезансак. Округ коммуны — Ош.
Код INSEE коммуны — 32072.

## География

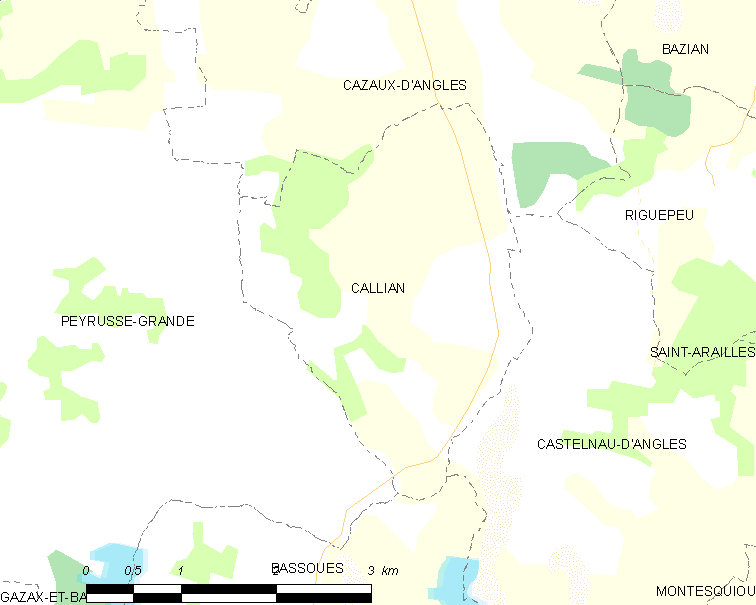
Карта коммуны

Коммуна расположена приблизительно в 610 км к югу от Парижа, в 95 км западнее Тулузы, в 25 км к западу от Оша.
На востоке коммуны протекает река Гиру.

## Климат
Климат умеренно-океанический. Лето жаркое и немного дождливое, температура часто превышает 35 °С. Зимой часто бывает отрицательная температура и ночные заморозки. Годовое количество осадков — 700—900 мм.

## Население
Население коммуны на 2010 год составляло 50 человек.
| 1962 | 1968 | 1975 | 1982 | 1990 | 1999 | 2010 |
| ---- | ---- | ---- | ---- | ---- | ---- | ---- |
| 91   | 78   | 67   | 60   | 59   | 50   | 50   |

## Администрация
| Период | Период | Фамилия      | Партия        | Примечания |
| ------ | ------ | ------------ | ------------- | ---------- |
| 2001   | 2013   | Доминик Мазе | Разные правые |            |
| 2013   | 2020   | Филипп Дюсе  |               |            |

## Экономика
В 2010 году среди 33 человек трудоспособного возраста (15-64 лет) 24 были экономически активными, 9 — неактивными (показатель активности — 72,7 %, в 1999 году было 67,9 %). Из 24 активных жителей работали 24 человека (13 мужчин и 11 женщин), безработных не было. Среди 9 неактивных 3 человека были учениками или студентами, 5 — пенсионерами, 1 был неактивным по другим причинам.